# 23777 Goursat
23777 Goursat è un asteroide della fascia principale. Scoperto nel 1998, presenta un'orbita caratterizzata da un semiasse maggiore pari a 2,9588617 UA e da un'eccentricità di 0,0910734, inclinata di 9,92949° rispetto all'eclittica.